# Műnem
A műnem az irodalmi alkotások alapvető csoportosítási rendszere, amely a művek formai és tartalmi sajátosságai alapján különbözteti meg őket. A három hagyományos műnem az epika, a líra és a dráma, amelyek mind sajátos szerkezeti jellemzőkkel, nyelvezettel és kifejezésmóddal rendelkeznek:
- Líra: Érzelmeket, hangulatokat, gondolatokat fejez ki, gyakran verses formában, személyes és szubjektív hangvétellel.
- Epika: Elbeszélő jellegű műnem, amely történetet mesél el szereplőkkel, cselekménnyel és leírásokkal, lehet verses vagy prózai.
- Dráma: Párbeszédes formában megírt művek, amelyeket jellemzően előadásra szánnak, középpontjukban a konfliktus áll.

Ezek a műnemek évszázadok óta meghatározzák az irodalmi művek szerkezetét és befogadásának módját, alosztályai az irodalmi műfajok.
Az irodalmi művek osztályozása Platón és Arisztotelész munkásságára vezethető vissza. Platón számára a költészet cselekmények ábrázolására jött létre és három formában történhet: a cselekedetek utánzásával a drámában, tisztán elbeszélésként vagy vegyesen. Arisztotelész ezt a rendszerezést Poétika című művében kibővítette, miszerint az irodalmi kifejezés az utánzás eszközei, tárgya és módja szerint tagolódik. Habár Arisztotelész a három műnemet nem különböztette meg konkrétan, a Poétika különböző műfajelméleti értelmezései megengednek kettős (epika és dráma), hármas (lírával kiegészülve), de négyes (tanköltészettel kiegészülve) osztatú csoportosítást is.
Ezt a besorolást Johann Wolfgang von Goethe gondolta tovább, aki a három műnemet a „költészet természeti formáinak” tartotta, melyek az emberi nyelvhasználat univerzális formai elvei mentén alakultak ki.